# Karl-Marx-Straße 4 (Thale)

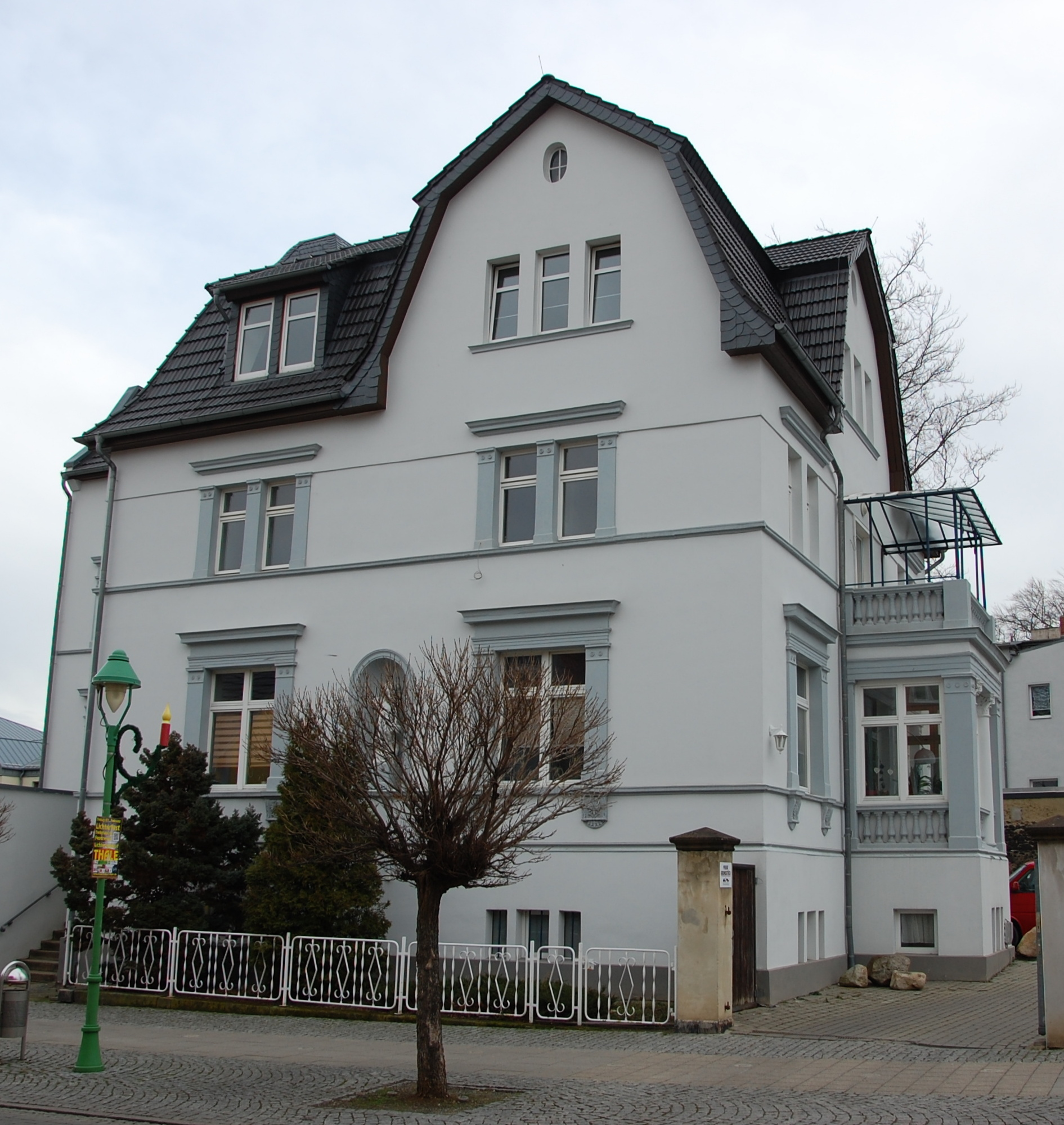
Haus Karl-Marx-Straße 4

Das Gebäude Karl-Marx-Straße 4 ist ein denkmalgeschütztes Wohnhaus in der Stadt Thale in Sachsen-Anhalt.

## Lage
Das Wohnhaus befindet sich auf der Südseite der Karl-Marx-Straße im Ortszentrum von Thale. Etwa westlich des Gebäudes mündet die Karl-Marx-Straße auf die Bahnhofstraße.

## Architektur und Geschichte
Das an eine Villa erinnernde Wohngebäude wurde in der Zeit um 1900/1910 errichtet. Die Fassade des zweigeschossigen Hauses ist schlicht und streng gestaltet und richtet sich, bedingt durch die Ecklage zu zwei Seiten aus. In der Hochparterre zur Karl-Marx-Straße hin befindet sich eine Figurennische.
Im örtlichen Denkmalverzeichnis ist das Gebäude unter der Erfassungsnummer 094 45283 als Wohnhaus verzeichnet.